# Ecorregión marina Perú central
La ecorregión Marina del Pacífico Sudeste Subtropical en la costa peruana es una zona de transición entre las aguas cálidas y frías del océano Pacífico. Caracterizada por corrientes marinas ricas en nutrientes, esta región sostiene una biodiversidad marina significativa. Entre las especies presentes se encuentran diversos tipos de peces, moluscos y crustáceos.
Estas aguas también son hábitat de aves marinas y mamíferos marinos, contribuyendo a la importancia ecológica de la zona. La conservación de esta ecorregión en Perú es esencial para preservar la salud de los ecosistemas marinos, así como para apoyar a las comunidades locales que dependen de la pesca sostenible en esta área.

## Distribución
Se distribuye de manera exclusiva en el litoral marítimo central del Perú, en aguas océano Pacífico sudoriental.